# Rudy Salvagnini
Rudy Salvagnini, pseudonimo di Rodolfo Salvagnini (Padova, 16 marzo 1955), è un fumettista, scrittore e critico cinematografico italiano autore di oltre 500 storie a fumetti della Disney.

## Biografia
Esordì come autore nel 1971 collaborando alla realizzazione dell'inserto a fumetti della rivista cattolica Il Santo dei Miracoli; a questo seguì nel 1972 il fumetto horror sulla rivista Sorry, Sicilia 1972: vampiri? disegnato da suo fratello Gianni Salvagnini; durante gli anni settanta collaborò con molte altre riviste di fumetti come Horror Pocket, Corrier Boy e Il Mago. Nel 1979 esordì come autore di sceneggiature per il settimanale a fumetti Topolino, collaborazione che si protrarrà fino al 2011, realizzando oltre 500 storie e ideando diversi cicli di storie come Topolino e Pippo space-cabs, Topan il barbaro e I Mercoledì di Pippo, serie iconica recentemente ristampata in volume, in cui Pippo si improvvisa scrittore di stravaganti romanzi che legge all'amico Topolino, oltre che dando risalto a personaggi comici fino ad allora rimasti in secondo piano come il papero Ciccio, aiutante di Nonna Papera, che per primo rende protagonista di una storia con I sogni di Ciccio. Altra storia degna di nota è L'uomo dei paperi, dedicata a Carl Barks e pervenuta direttamente al grande fumettista americano.
Durante gli anni novanta affianca alla collaborazione con Topolino, quella con altre riviste di fumetti come il Giornalino: riprende la serie Rosco e Sonny di Claudio Nizzi, che realizzerà dal 1990 al 2012; per la rivista Il Messaggero dei Ragazzi, scrive la serie Ronnie Camera, disegnata dal fratello Gianni Salvagnini, dal 1993 al 2003; tra il 1996 e il 1998 realizza tre storie della serie promozionale Prezzemolo con lo pseudonimo Rodano Volpi; è inoltre autore dal 2004 delle strisce a fumetti Men at Work per l'inserto satirico dell'Unione sarda, disegnate da Stefano Intini e, nel 2011, raccolte nel volume Men at Work. Successivamente scrive per il Messaggero dei Ragazzi la serie  La banda; riprende la collaborazione col Messaggero nel 2014, quando viene ristampata una storia a fumetti pedagogica, La scelta, che era stata realizzata per un opuscolo dell'AVIS con i disegni di Davide Perconti; realizzò anche un opuscolo informativo per la Provincia di Padova, La lotta al PM10 di Edo e Giulia.
Dopo aver tentato e abbandonato in gioventù la carriera di giornalista, per il quotidiano locale, Salvagnini si è occupato di cinema scrivendo articoli e recensioni per le riviste SegnoCinema, Aliens e Nosferatu e per il quotidiano Il Mattino di Padova. Ha scritto inoltre diversi libri: oltre al suo esordio nel 1992 con una monografia sul regista Hal Ashby e il Cinema di Bob Dylan, il Dizionario dei film horror, pubblicato nel 2007 da Corte del Fontego con seconda edizione nel 2011 e terza edizione nel 2020 (da 2400 schede-film della prima edizione a oltre 4000). In seguito, sempre nel filone cinematografico, ha pubblicato per Crac un'opera in due volumi, Il cinema dell'eccesso (2015-2016). Nel 2018 esce per Alcheringa il suo primo romanzo, Il vortice dei ricordi, indirizzato a un pubblico giovanile e la cui trama si sviluppa a partire da un improvviso vuoto di memoria collettivo di un’immaginaria cittadina. È stato tra i candidati per il premio Bancarellino 2018. Nel 2020 ritorna sulle pagine di Topolino con la storia Pico e il problema del black-out, la prima di una nuova collaborazione che dura ancora oggi, e che vede nel 2022 il ritorno della sua storica serie I mercoledì di Pippo, con una nuova storia su Topolino e un Classico dedicato alla serie che ne dà una sorta di conclusione.

## Opere
- Hal Ashby, Firenze, La Nuova Italia, 1992, ISBN non esistente.
- Il dizionario dei film horror, Venezia, Corte del Fontego Editore, 2007, ISBN 978-88-95124-02-5.
- Il cinema di Bob Dylan, Recco, Le Mani Editrice, 2009, ISBN 978-88-8012-481-8.
- Il cinema dell'eccesso vol. 1: Europa, Falconara Marittima, Crac Edizioni, 2015, ISBN 978-88-97389-17-0.
- Il cinema dell’eccesso vol. 2: Stati Uniti e resto del mondo, Falconara Marittima, Crac Edizioni, 2016, ISBN 978-88-97389-26-2.
- Il vortice dei ricordi, Alcheringa Edizioni, 2017, ISBN 978-88-94897-08-1.
- Nel buio, Weird Book, 2020, ISBN 978-88-31373-17-3.